# Cordillère Azanaques
 (mai 2023).
Si vous disposez d'ouvrages ou d'articles de référence ou si vous connaissez des sites web de qualité traitant du thème abordé ici, merci de compléter l'article en donnant les références utiles à sa vérifiabilité et en les liant à la section « Notes et références ».

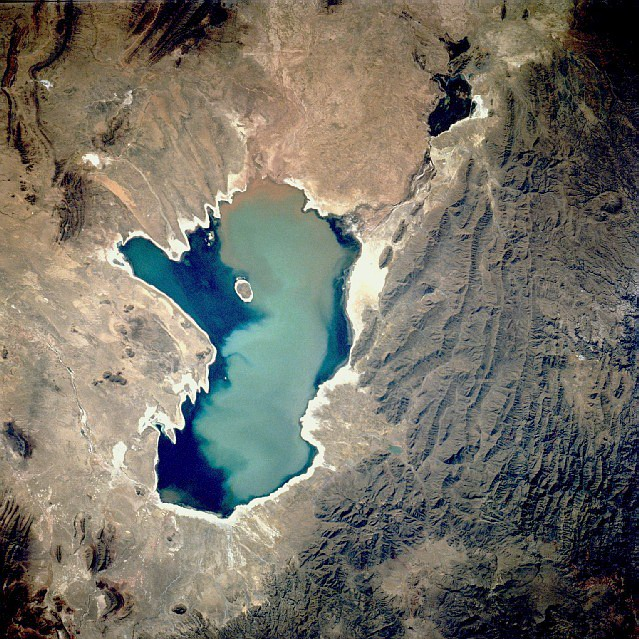
Photo satellite du lac Poopó en Bolivie, à l'extrémité de la Cordillère Azanaques

La cordillère Azanaques est un segment de la cordillère Centrale, elle-même une subdivision de la cordillère des Andes dans sa partie bolivienne.
La cordillère Azanaques s'étire sur quelque 150 km dans le sens nord-sud, de 17° 40' jusqu'à 19° 25' de latitude sud, de la ville d'Oruro au lac Poopó, et de là s'étend vers l'ouest jusqu'à la limite constituée par le Río Desaguadero. Ses sommets les plus hauts sont El Toro (5 810 m), le Negro Pabellón (5 400 m), et le Cerro Azanaques (5 102 m).
La cordillère Azanaques est riche en minéraux tels que l'étain, l'argent, le plomb, l'antimoine, le zinc et le bismuth.